# June Allyson
June Allyson, właśc. Eleanor Geisman (ur. 7 października 1917 w Nowym Jorku, zm. 8 lipca 2006 w Ojai, Kalifornia) – amerykańska aktorka, tancerka i piosenkarka.

## Życiorys
Pochodziła z rodziny o korzeniach niemieckich. Urodziła się jako Eleanor „Ella” Geisman w nowojorskiej dzielnicy Bronx, córka Roberta Geismana, woźnego szkolnego oraz Clary Provost. Ojciec Elli był alkoholikiem i mało się nią interesował. Kiedy miała 6 miesięcy, jej rodzice rozeszli się. Po wypadku w dzieciństwie w ramach terapii uprawiała pływanie i taniec. Matka i córka przeprowadziły się ze swojej kamienicy w Bronxie na 143rd Street, do mieszkania dziadków w pobliżu Pelham Bay. Clara dostała pracę drukarską za 20 $ tygodniowo i przeprowadziła się z córką do mieszkania z zimną wodą za 18 $ miesięcznie przy Trzeciej Alei. Czasami czuła się odizolowana i opuszczona. „Będziesz kimś na tym świecie”, pocieszała ją babcia. „Jej ramiona wokół mnie”, wspominała Allyson, były „najcenniejszą rzeczą w moim życiu i moją ochroną przed światem”.
W sierpniu 1945 r. wyszła za mąż za aktora Dicka Powella. Po jego śmierci w 1963 r. praktycznie zakończyła karierę filmową, sporadycznie występując jeszcze jako aktorka broadwayowska. Drugie małżeństwo z fryzjerem Glennem Maxwellem zakończyło się rozwodem (pobierali się i rozchodzili dwukrotnie). Od 1976 r. była żoną lekarza dentysty Davida Ashrowa. Przyjaźniła się m.in. z Judy Garland.

## Kariera aktorska
W 1938 r. debiutowała na Broadwayu w chórkach. Od początku lat 40. była jedną z gwiazd wytwórni Metro-Goldwyn-Mayer. Występowała w licznych produkcjach filmowych o charakterze musicalowym, m.in. Best Food Forward (1943), Two Girls and a Sailor (1944), Good News (1947), Trzej Muszkieterowie (1948), Małe kobietki (1949). W latach 1959–1961 grała we własnym serialu The Dupont Show With June Allyson. Za rolę w filmie Too Young to Kiss (1951) otrzymała Złoty Glob dla najlepszej aktorki. W 1950 r. miała wystąpić u boku Freda Astaire'a w filmie Royal Wedding, ale ostatecznie rola przypadła Jane Powell ze względu na ciążę Allyson. Za rolę w Executive Suite (1954) Międzynarodowy Festiwal Filmowy w Wenecji nagrodził ją Special Jury Prize.
June Allyson należała do grona popularnych aktorek okresu II wojny światowej. Kreowała zazwyczaj role utalentowanych, energicznych "dziewczyn z sąsiedztwa". Została uhonorowana gwiazdą na Hollywood Walk of Fame.

## Wybrana filmografia
W latach 1937–2001 wystąpiła łącznie w 75 produkcjach filmowych krótko- i pełnometrażowych oraz filmach i serialach telewizyjnych. Do ważniejszych filmów pełnometrażowych można zaliczyć m.in.:
- 1943: Zwariowana dziewczyna
- 1943: Best Food Forward
- 1944: Two Girls and a Sailor
- 1945: Her Highness and the Bellboy
- 1946: Burzliwe życie Kerna
- 1947: Good News
- 1948: Trzej Muszkieterowie
- 1949: Małe kobietki
- 1949: The Stratton Story
- 1951: Too Young to Kiss
- 1954: The Glenn Miller Story
- 1954: Executive Suite
- 1959-1961: The Dupont Show With June Allyson (własny serial TV)